# Viola mucronulifera
Viola mucronulifera là một loài thực vật có hoa trong họ Hoa tím. Loài này được Hand.-Mazz. miêu tả khoa học đầu tiên năm 1931.